# ریج‌وی، آلاسکا
ریج‌وی (به انگلیسی: Ridgeway) شهری در بخش شبه‌جزیره کنای ایالت آلاسکا است که جمعیت آن در سرشماری سال ۲۰۰۰ میلادی ۱۹۳۲ نفر بوده‌است.